# 기원전 87년

## 연호
- 전한(前漢) 후원(後元) 2년

## 기년
- 전한(前漢) 무제(武帝) 54년

## 사건
마리우스의 로마진군 
술라, 아테네 함락

## 사망
전한 7대 황제 무제